# Щоденник камікадзе
«Щоденник камікадзе» — детективний фільм, психологічна драма режисера Дмитро Месхієва. Прем'єра відбулася в ході кінофестивалю «Вікно в Європу» у серпні 2002 року. В Україні фільм заборонений до показу в 2014 році через незаконні дії актора стрічки Михайла Пореченкова.

## Зміст
За таємничих обставин, в Москві вбито відомого кіносценариста Вадима, що досяг піку популярності ще в застійні часи. Друг його дитинства, успішний бізнесмен Максим Кривошеїн починає власне розслідування. Спогади про спільне дитинство і випадково виявлений щоденник Вадима приводять до неймовірних відкриттів.

## Ролі
| Актор                 | Роль             |
| --------------------- | ---------------- |
| Сергій Шакуров        | Вадим            |
| Микола Чиндяйкин      | Максим Кривошеїн |
| Юрій Кузнєцов         | Віктор           |
| Вікторія Толстоганова | Лариса           |
| Євгенія Добровольська | Даша             |
| Наталія Коляканова    | Катерина         |
| Сергій Гармаш         | «Поляк»          |
| Ірина Розанова        | мати Вадима      |

## Нагороди
- 2002 рік - Спеціальний приз кінофестивалю «Вікно в Європу» Юрію Кузнєцову за найкращу чоловічу роль.
- 2002 рік - Премія «Золотий Овен» Гільдії кінознавців і кінокритиків Росії Юрію Кузнєцову за Найкращу чоловічу роль другого плану.
- 2003 рік - Сузір'я, Премія Гільдії акторів Росії Євгенії Добровольської за Найкращу епізодичну жіночу роль

## Знімальна група
- Режисер — Дмитро Месхієв
- Сценарист — Едуард Володарський
- Продюсер — Сергій Мелькумов
- Композитор — Святослав Курашов

## Заборона показу та поширення в Україні
В кінці листопада 2014 року актор фільму Михайло Пореченков здійснив незаконну поїздку в непідконтрольний Україні Донецьк, де разом з терористами ДНР стріляв ймовірно по позиціях українських військових у Донецькому аеропорту. Служба безпеки України також запідозрила актора у розстрілах мирних мешканців Донецька. Після розголосу цих подій зчинився скандал. Активісти кампанії «Бойкот російського кіно» вимагали заборонити в Україні фільми за участю Михайла Пореченкова. 31 листопада 2014 року Державне агентство України з питань кіно за поданням Міністерства культури України та Служби безпеки України скасовує дозволи на розповсюдження та показ 69-ти фільмів і телесеріалів за участю Михайла Пореченкова, серед яких і фільм «Щоденник камікадзе».